# Tainted Love (Soft Cell)
Tainted Love è un singolo del duo musicale britannico Soft Cell, pubblicato il 7 luglio 1981.

## Descrizione
Tainted Love è la cover del brano omonimo scritto da Eb Cobb e inciso per la prima volta nel 1965 da Gloria Jones come retro del singolo My Bad Boy's Coming Home. Il retro del singolo, nel 12" mixato con la title track senza soluzione di continuità sullo stesso lato del disco, è un'altra cover, stavolta del brano Where Did Our Love Go, composto dal trio di autori della Motown Holland-Dozier-Holland e cantato originalmente dalle Supremes nell'album omonimo e nel singolo omonimo del 1964.
Tainted Love è il brano più conosciuto dei Soft Cell che li ha resi celebri tanto da essere considerati "il duo di Tainted Love". La loro cover ha ottenuto un enorme successo di vendite ed è diventata una grossa hit sia in Europa che negli Stati Uniti.
La cantante Rihanna ha utilizzato un campionamento del brano nel suo singolo SOS del 2006: si possono infatti ascoltare la linea del basso suonata al sintetizzatore, la sezione ritmica e gli effetti sonori elettrici di Tainted Love.

## Tracce (parziale)
7"
1. Tainted Love – 2:39 (Ed Cobb)
2. Where Did Our Love Go – 3:14 (Holland-Dozier-Holland)

Durata totale: 5:53
12"
1. Tainted Love/Where Did Our Love Go – 5:47 (Ed Cobb, Holland-Dozier-Holland)
2. Tainted Dub (Incorporating Where Did Our Love Go) – 9:03 (Ed Cobb, Holland-Dozier-Holland)

Durata totale: 14:50
12" Spagna
1. Tainted Love/Where Did Our Love Go (Ed Cobb, Holland-Dozier-Holland)
2. Memorabilia (Marc Almond, David Ball)

## Crediti

### Formazione
- Marc Almond - voce, percussioni
- David Ball - sintetizzatore, percussioni

### Personale tecnico
- Mike Thorne - produttore
- Paul Hardiman - tecnico del suono
- Hothouse - grafica
- Kris Neat - illustrazioni
- Peter Ashworth - fotografia

## Classifiche

### Classifiche settimanali
| Classifica (1981/82)          | Posizione massima |
| ----------------------------- | ----------------- |
| Australia                     | 1                 |
| Austria                       | 2                 |
| Belgio (Fiandre)              | 1                 |
| Canada                        | 1                 |
| Francia                       | 4                 |
| Germania                      | 1                 |
| Irlanda                       | 4                 |
| Nuova Zelanda                 | 2                 |
| Paesi Bassi                   | 7                 |
| Regno Unito                   | 1                 |
| Spagna                        | 4                 |
| Stati Uniti                   | 8                 |
| Stati Uniti (dance club)      | 4                 |
| Stati Uniti (mainstream rock) | 12                |
| Sudafrica                     | 1                 |
| Svezia                        | 4                 |
| Svizzera                      | 2                 |

### Classifiche di fine anno
| Classifica (1981) | Posizione |
| ----------------- | --------- |
| Regno Unito       | 2         |
| Classifica (1982) | Posizione |
| Australia         | 3         |
| Canada            | 7         |
| Germania          | 35        |
| Nuova Zelanda     | 14        |
| Stati Uniti       | 11        |
| Sudafrica         | 5         |